# Cryptocarya bidwillii
Cryptocarya bidwillii är en lagerväxtart som beskrevs av Carl Daniel Friedrich Meisner. Cryptocarya bidwillii ingår i släktet Cryptocarya och familjen lagerväxter. Inga underarter finns listade i Catalogue of Life.